# Martyniwka (obwód tarnopolski)
Martyniwka (ukr. Мартинівка) – wieś na Ukrainie, w obwodzie tarnopolskim, w rejonie czortkowskim.
Do 1945 roku niemal całość mieszkańców stanowili Polacy, którzy po zakończeniu II wojny światowej zostali wysiedleni do Polski. Współczesna wieś Martyniwka powstała z połączenia wsi Janówka (główne i największe skupienie osadnicze), Marcinówka i Wojciechówka.
We wsi znajduje się cerkiew zbudowana w okresie międzywojennym jako kościół katolicki. W okresie Związku Radzieckiego budynek służył jako magazyn kołchozowy. Po 1991 roku został przerobiony na cerkiew, nad nawą nadbudowano kopułę.
W Wojciechówce wychował się ks. Ludwik Rutyna.